# Greben (Višegrad)
Pour les articles homonymes, voir Greben.
Greben (en serbe cyrillique : Гребен) est un village de Bosnie-Herzégovine. Il est situé dans la municipalité de Višegrad et dans la république serbe de Bosnie. Selon les premiers résultats du recensement bosnien de 2013, il compte 77 habitants.

## Géographie
Greben est situé au nord de Višegrad, sur la rive droite de la Drina.

## Démographie

### Évolution historique de la population dans la localité
| 1948 | 1953 | 1961 | 1971 | 1981 | 1991 | 2013 |
| ---- | ---- | ---- | ---- | ---- | ---- | ---- |
| -    | -    | 43   | 50   | 88   | 108, | 77   |

|  |